# 랠프 커슈바움
랠프 헨리 커슈바움(Ralph Henry Kirshbaum, 1946년 4월 4일 생)은 영국을 바탕으로 활동하고 있는 미국계 첼리스트이다. 그는 국제적인 권위의 콩쿠르에서 다수 입상했고, 세계 유수 오케스트라와 협연을 해왔으며 폭 넓은 레퍼토리의 음반을 녹음했다.

## 유년 시절과 음악 교육
커슈바움은 미국 텍사스주 덴턴에서 태어나서 타일러에서 성장했다. 그의 아버지인 조지프 커슈바움은 전문 바이올리니스트이자 음악 교육가였으며, 또한 동텍사스 심포니 오케스트라를 창립한 지휘자이기도 했다. 그의 어머니인 거트루드 모리스 커슈바움은 하피스트였다. 랠프는 그의 아버지에게서 6살 때부터 첼로를 배우기 시작했고 이후 댈러스에서 로버타 과스타페스테(Roberta Guastafeste, 11세 때)와 레프 아론손(Lev Aronson, 14세 때)에게서 수학했다. 15살 때, 커슈바움은 학생 신분으로 여러 콩쿠르에서 수상했으며 댈러스 심포니 오케스트라와 협연을 하기도 했다.

커슈바움은 이후 예일 대학교에 진학해서 알도 패리소에게 사사했다. 그는 예일을 최고 수준의 학부 성적으로 마그나 쿰 라우데와 파이 베타 카파로 졸업했다. 1968년 그는 풀브라이트 장학생이 되었지만 선택적 복무 제도때문에 장학 제안을 포기하였다.

## 경력
커슈바움은 1969년, 피렌체에서 열린 제1회 국제 카사도 콩쿠르에서 우승하고 이듬해인 1970년에는 모스크바에서 열린 차이콥스키 콩쿠르을 연이어 석권하면서 국제적인 이목을 끌게 되었다. 그는 1970년, 런던의 위그모어 홀에서 데뷔 리사이틀을 가졌고, 1972년 런던의 뉴 필하모니아 오케스트라와 차이콥스키의 로코코 주제에 의한 변주곡으로 오케스트라 협연자로서 데뷔했다. 그리고 1976년에는 메트로폴리탄 미술관에서 뉴욕 데뷔를 갖기도 했다.

수십년에 이르는 그의 연주 경력에서, 커슈바움은 다음과 같이 세계 정상급 오케스트라의 대부분과 협연했다:BBC 심포니 오케스트라, 베를린 라디오 방송 교향악단, 보스턴 심포니 오케스트라, 시카고 심포니 오케스트라, 클리블랜드 오케스트라, 댈러스 심포니 오케스트라, 영국의 할레 오케스트라, 휴스턴 심포니 오케스트라, 로스앤젤레스 필하모닉, 런던 심포니 오케스트라, 피츠버그 심포니 오케스트라, 뉴 필하모니아 오케스트라, 필하모니아 오케스트라, 샌프란시스코 심포니 오케스트라 등등.

실내악에 조예가 깊은 그는 예핌 브롱프만, 피터 프랭클, 줄리어드 현악 사중주단, 지오르지 포크, 개릭 올슨, 이자크 펄만, 길 샤함, 도쿄 현악 사중주단, 핀커스 주커만과 같은 연주자들과도 함께 작업했다. 특히 프랭클, 포크와 함께한 피아노 삼중주는 수많은 연주회와 음반 녹음을 함께 했다. BBC는 1997년, 이 세 명이 함께한 트리오의 데뷔 25주년을 기념하기 위해 제임스 맥밀란이 작곡한 열 네개의 작은 정경이란 프로그램을 위촉했다. 그는 그는 세계의 여러 음악 페스티벌들에 참여했으며 그가 교수로 재직중인 영국 맨체스터 왕립 북부 음악원에서 열리는 맨체스터 국제 첼로 페스티벌의 창립자이자 예술 감독으로 활동중이다.
2008년의 가을, 그는 로스앤젤레스에 위치한 남가주 대학교의 토른튼 음악 대학의 그레고리 피아티고르스키 첼로 석좌 교수에 임명되었다. 그는 피아티고르스키 자신 이후의 네 번째 석좌 교수가 되었다. 그의 전임자들은 린 하렐 (1986-1993), 로날드 레오나드 (1993-2003), 그리고 엘레노어 쇤펠트 (2004-2007)였다.

커슈바움의 연주 음반의 레퍼토리는 매우 폭이 넓은데 그 중 선택된 몇몇 음반은 아래 소개되어 있다. 그는 현재 19세기의 비르투오소 피아티가 사용하던 1729년산 이탈리아 악기인 몬타냐냐를 사용하고 있다.

## 사생활
랠프 커슈바움과 그의 아내 앙투와넷 사이에는 이스라엘의 Rimon 음악 학교에서 공부한 아들 알렉스(Alex)가 있다.

## 주목할만한 음반
- 바흐: Cello Suites. EMI/Virgin Classics. (recorded 1993; released 2000, 2002, 2004).
- 바버: Concerto, with Scottish Chamber Orchestra; Sonata, with Roger Vignoles, piano. Virgin Classics. (2001)
- 베토벤: Piano Trio, Op. 97 ("Archduke"), and Dvorak: Piano Trio, Op. 90 ("Dumky"), with György Pauk, violin, and Peter Frankl, piano. BBC.
- 브람스: Double Concerto; Beethoven: Triple Concerto, with Pinchas Zukerman, violin, John Browning, piano, and London Symphony Orchestra. RCA. (1998)
- 브람스: Piano Trios, with György Pauk, violin, and Peter Frankl, piano. EMI/Angel.
- 엘가: Cello Concerto; 월턴: Cello Concerto, with Royal Scottish National Orchestra. Chandos. (recorded 1979; released 1994, 2001, 2006)
- 하이든: Concerto in D major; Sinfonia Concertante, with Pinchas Zukerman, violin, Gordon Hunt, oboe, Robin O'Neill, bassoon, and English Chamber Orchestra. RCA/BMG. (1993)
- 프로코피예프: Sonata in C major; 쇼스타코비치: Sonata in D minor; 라흐마니노프: Vocalise, with Peter Jablonski, piano. (recorded 2005; released 2007)
- 티핏: Triple Concerto, with György Pauk, violin, Nobuko Imai, viola, and London Symphony Orchestra. Philips/London/Decca. (1990) (world premiere recording; The Gramophone magazine Record of the Year)

## 참고 자료
- Campbell, Margaret. The Great Cellists (Robson Books, 2004). ISBN 1-86105-654-0.
- "Dealey Auditions Winner Will Play With Symphony." The Dallas Morning News, 13 March 1967.
- Texas Birth Records
- Famed Musician to Hold Piatigorsky Chair (Nov 6, 2007)

## 같이 보기
- 커슈바움의 제자 - 송영훈, 리 웨이